# Смитея
Смитея (лат. Smythea) — род растений семейства Крушиновые (Rhamnaceae), распространённый на Сейшельских островах, в Индии, Юго-Восточной Азии, Меланезии и Микронезии.
Род назван в честь ирландско-британского генерала Уильяма Джеймса Смайта.

## Ботаническое описание
Лазающие кустарники или деревянистые лианы, без колючек. Листья простые, очередные, двухрядные, основание неравнобокое, верхушка короткоостроконечная, с домациями; прилистники линейные.
Цветки обоеполые, пятимерные, доли чашечки треугольные; лепестки обратносердцевидные, оканчиваюся коготками; гипантий конический, завязь верхняя.

## Виды
Род включает 11 видов:
- Smythea batanensis Cahen & Utteridge
- Smythea beccarii Cahen & Utteridge
- Smythea bombaiensis (Dalzell) S.P.Banerjee & P.K.Mukh.
- Smythea calpicarpa Kurz
- Smythea hirtella Cahen & Utteridge
- Smythea lanceata (Tul.) Summerh.
- Smythea macrocarpa Hemsl.
- Smythea oblongifolia (Blume) Cahen & Utteridge
- Smythea poilanei Cahen & Utteridge
- Smythea poomae Cahen & Utteridge
- Smythea velutina (Ridl.) S.P.Banerjee & P.K.Mukh.